# Pierre Le Roy
Pierre Le Roy (1717-1785) fue un relojero francés. Fue el inventor del mecanismo de escape, del volante compensado térmicamente y del resorte regulador isócrono. Sus desarrollos se consideran como la base de la relojería de precisión moderna. Le Roy nació en París, y era el hijo mayor de Julien Le Roy, relojero de Luis XV que había trabajado con Henry Sully, en cuyo puesto Pierre Le Roy sucedió a su padre. Tuvo tres hermanos: Jean-Baptiste Le Roy (1720-1800), físico; Julien-David Le Roy (1724-1803), arquitecto; y Charles Le Roy (1726-1779), médico y enciclopedista.

## Invención del escape de detención

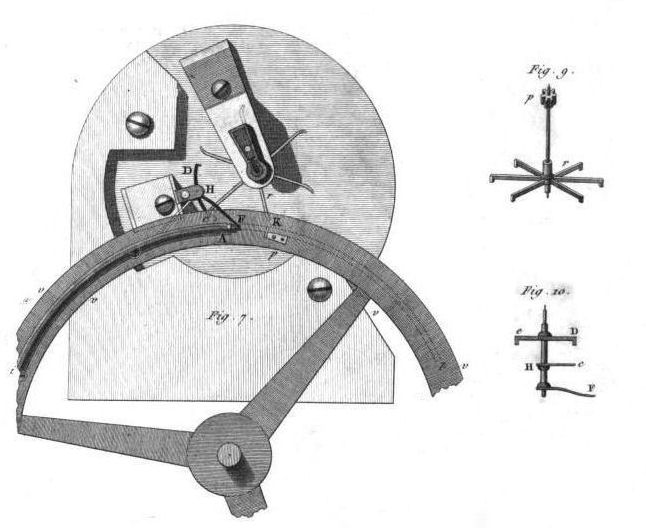
Mecanismo de escape de Le Roy

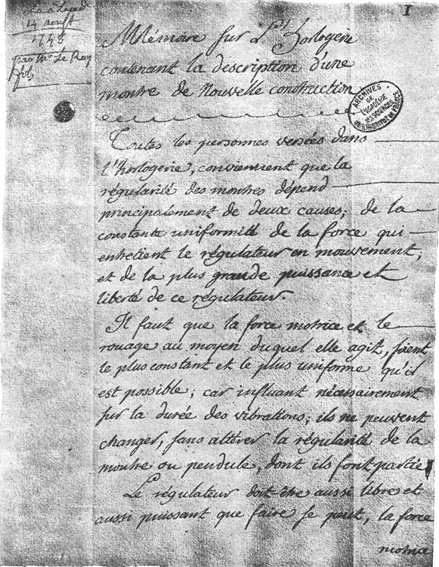
Descripción del mecanismo de escape de detención Le Roy para la Academia de Ciencias de Francia, 14 de agosto de 1748

En 1748, inventó un tipo de escape de detención pivotante, o escape separado, lo que lo convierte en el inventor del escape de detención: "La invención del escape separado pertenece a P. Le Roy". No debe confundirse con el escape separado de palanca, que fue inventado por Thomas Mudge alrededor de 1755.
Se distinguió principalmente por su dominio y perfeccionamiento del reloj y del cronógrafo, sobre todo del cronómetro marino, en el que continuó el trabajo pionero de John Harrison. Adoptó un enfoque diferente al de Harrison, pues creía que la forma de lograr que sus relojes marinos pudieran mantener su precisión a pesar del movimiento de los buques era separar el escape del volante. También se diferenció de Harrison en cuanto a su método de compensación de temperatura, que utilizaba la variación del radio de rotación del volante modificando el diámetro del mismo mediante componentes bimetálicos, un método que se convertiría en un estándar en los cronómetros. Su técnica para la compensación de temperatura era altamente eficiente, ya que funcionaba sin cambiar la longitud del resorte espiral, que había descubierto que era isócrono solo a una longitud dada precisa (es decir, cuando la frecuencia es independiente de la amplitud, de modo que un reloj funciona a la misma velocidad independientemente de los cambios en su fuerza motriz, por lo que mantiene el tiempo correcto a medida que el resorte motor se desenrolla).

## Desarrollo del cronómetro marino moderno
Después de haber diseñado los planos en 1754, construyó sus primeros cronómetros en 1756 y completó su obra maestra en 1766. Este notable cronómetro incorporaba un escape desmontable, un volante con compensación de temperatura y un muelle de volante isócrono, innovaciones que se adoptarían en cronómetros posteriores. Harrison construyó un cronómetro fiable en el mar, pero Rupert Gould considera que estos desarrollos de Le Roy son la base de los cronómetros modernos. El cronómetro de Pierre Le Roy tenía un rendimiento equivalente al del cronómetro H4 de Harrison.
En 1769, después de que su cronómetro fuera probado a bordo de la corbeta Aurore, recibió el doble premio que ofrecía la Academia Francesa al mejor método de medición del tiempo en el mar. Logró dar a sus instrumentos la mayor regularidad posible con el descubrimiento del resorte espiral isócrono, en el que competía con Ferdinand Berthoud, pero que publicó primero.
|  |  |  |  |

Fue autor de varias publicaciones valiosas sobre el arte y la ciencia de la relojería y de la cronografía, entre ellas las Étrennes chronométriques de 1760. También se convirtió en Horloger du Roi (relojero del rey) en 1760.
Sin embargo, el trabajo de Le Roy no fue plenamente reconocido en Francia, y su contemporáneo Ferdinand Berthoud se hizo más famoso, obteniendo el prestigioso título de Horloger de Marine (relojero de la Marina), lo que dejó a Le Roy desilusionado y lo llevó a retirarse. Murió en Vitry en 1785.